# Rolls-Royce RB.106
Le Rolls-Royce RB.106 était un turboréacteur militaire avancé conçu dans les années 1950 par la société britannique Rolls-Royce Limited. Les travaux et études furent soutenus financièrement par le Ministry of Supply (en), mais le projet RB.106 fut abandonné en mars 1957, après avoir coûté 100 000 £.

## Conception et développement
Le RB.106 était un turboréacteur à double arbre, doté de deux compresseurs axiaux, chacun entraîné par sa propre turbine, ainsi que d'une postcombustion. Il était similaire, en taille, au Rolls-Royce Avon, ce qui lui permettait d'être utilisable pour le remplacer au pied-levé, mais il aurait produit une puissance deux fois plus importante, avec 96,7 kN de poussée. L'architecture à double corps fut relativement novatrice pour l'époque ; Le de Havilland Gyron à simple corps l'égalait en termes de puissance, alors que le Bristol BE.10 Olympus à double corps était beaucoup moins puissant à cette période de son développement.
Excepté le fait qu'il était attendu pour équiper des avions britanniques tels que ceux en compétition pour l'Operational Requirement F.155 (en), il fut sélectionné pour être le groupe propulseur de l'Avro Canada CF-105 Arrow. Il fut rapporté qu'en 1956 la compagnie américaine Westinghouse (en) envisageait sérieusement l'acquisition d'une licence pour construire le RB.106. Une version agrandie du RB.106 pour le programme F.155 fut le Rolls-Royce RB.122. Le moteur à double corps concurrent de la compagnie Bristol Aeroplane Company, répondant aux mêmes spécifications, deviendrait le Bristol Zeus.
Cependant, les fonds furent stoppés avec l'arrivée du livret blanc de la défense de 1957, qui acheva également de nombreux avions en cours de développement. L'Arrow fut finalement orienté vers un concept local à double corps similaire au RB.106, l'Orenda PS.13 Iroquois.